# Rättviks kyrka
Rättviks kyrka är en kyrkobyggnad i Rättvik. Den är församlingskyrka i Rättviks församling i Västerås stift.

## Kyrkobyggnaden
Kyrkan är till sina äldsta delar från 1400-talet. Sin nuvarande form fick den genom flera utvidgningar under 1700-talet (1703, 1781, 1793).
I den medeltida kyrkan finns muralmålningar, som förstördes och överkalkades 1682. Resterna togs åter fram 1950. På läktarskrankens speglar är bildsviter målade. På den västra (orgelläktaren): Kristus och de tolv apostlarna av falukonstnären Bernt Håkansson 1741. På den södra: En skildring i symboliska bilder av den Helige Andes verk i människohjärtat av Hållams Nils Nilsson, Färnäs och på den norra: Kristi pinas historia av samme konstnär.
Långhusets 27 takstolar och taktro (norska: träpanel som underlag för torvtak) är daterade till 1354–1367. Över koret står en gotisk takstol.

## Inventarier
- Altaruppsatsen från 1703 föreställer den uppståndne Kristus.

- Det fyra meter höga Triumfkrucifixet dominerar kyrkan. Det är möjligen ett tyskt arbete från senare delen av 1300-talet.

- Predikstolen tillverkades av träsnidaren Johan Matzon och Anders Persson Målare 1636. Bilderna föreställer Kristus (med jordglob i ena handen och en välsignande gest med den andra), flankerad av evangelisterna.

- Dopfunten, av kalksten, är från 1652.

- I kyrkan finns flera medeltida träskulpturer, bland annat Sankt Olof och Sankt Stefan. [2]

### Kyrkklockor
I kyrkans torn hänger tre kyrkklockor. Klockorna är Dalarnas äldsta klocktrio. Storklockan är omgjuten år 1593. Klockans diameter är 127 cm och dess vikt är 2040 kg. Klockans ton är f1. Mellanklockan göts år 1622. Klockans diameter är 104 cm och dess vikt är 1040 kg. Lillklockan göts år 1628. Klockans ton är g1. Klockans diameter är 87 cm och dess vikt är 476 kg. Klockans ton är b1.

## Orgel
- Kyrkans första orgel byggdes 1879 av firma P. L. Åkerman & Lund.[3]

| Manual I          | Manual II         | Pedal         | Koppel |
| ----------------- | ----------------- | ------------- | ------ |
| Borduna 16'       | Principal 8'      | Subbas 16'    | II/I   |
| Principal 8'      | Rörflöjt 8'       | Violon 16'    | II/P   |
| Borduna 8'        | Salicional 8'     | Quinta 12'    | I/P    |
| Fl. Harmonique 8' | Fl. octaviante 4' | Violoncell 8' | 4'/P   |
| Gamba 8'          | Ekoflöjt 4'       | Octava 4'     |        |
| Octava 4'         | Waldflöjt 2'      | Basun 16'     |        |
| Octava 2'         | Corno 8'          | Trumpet 8'    |        |
| Cornett 3 chor    |                   |               |        |
| Trumpet 16'       |                   |               |        |
| Trumpet 8'        |                   |               |        |

Vid senare tidpunkt insattes Aeolin 8' och Ekoflöjt 4' byttes ut mot Violin 4'.
- Orgeln är byggd 1963 av Åkerman & Lund med visst återanvändande av pipmaterial från 1879 års Åkerman-orgel.

Disposition:
| ÖV I           | HV II                         | SV III             | BV IV         | PED                    |
| -------------- | ----------------------------- | ------------------ | ------------- | ---------------------- |
| Gedackt 8'     | Principal 8'                  | Rörflöjt 8'        | Trägedackt 8' | Principal 16'          |
| Kvintadena 8'  | Hålflöjt 8' (fr. c°)          | Salicional 8'      | Rörflöjt 4'   | Subbas 16'             |
| Prestant 4'    | Gedackt 8'                    | Principal 4'       | Principal 2'  | Kvinta 10 2/3'         |
| Koppelflöjt 4' | Oktava 4'                     | Traversflöjt 4'    | Tertian 2 ch. | Oktava 8'              |
| Gemshorn 2'    | Gedacktflöjt 4'               | Waldflöjt 2'       | Cymbel 2 ch.  | Borduna 8'             |
| Kvint 1 1/3'   | Oktava 2'                     | Sifflöjt 1'        | Regal 8'      | Kvintadena 4'          |
| Scharf 3 ch.   | Mixtur 4-6 ch.                | Sesquialtera 2 ch. | Tremulant     | Nachthorn 2'           |
| Krumhorn 8'    | Trumpet 8'                    | Mixtur 4 ch.       |               | Mixtur 4 ch.           |
| Tremulant      |                               | Oboe 8'            |               | Fagott 16'             |
|                |                               | Tremulant          |               | Trumpet 8'             |
|                |                               |                    |               | Skalmeja 4'            |
| III/I          | I/II, III/II, IV/II, II16'/II | III16'/III         |               | I/P, II/P, III/P, IV/P |

## Omgivningar
Vid portalen som leder in till kyrkogården från norr, finns en Fattigbössa med text från Psaltaren 41:2 och 2 Kor 9:7. 
På insidan av samma portal sitter den s.k Munkstenen, en ovanlig gravsten av granit från tidigt 1500-tal. Ristningen lyder "gud nadi erix nicliss' siäl et ceteris amen" (Gud nåde Erik Niclissons själ och de övriga. Amen.) Under texten finns en sköld med slända, kalk och hostia, samt dolk. Sländan torde vara en symbol för kvinna, kalk med hostia för präst och dolk för dråp. Erik Nilsson tog i december 1520 emot Gustav Vasa som gäst. Stenen är sannolikt rest över kyrkoherde Erik Nilsson, som dödades vid böndernas stormning av prästgården i januari 1521, efter att han tagit emot Gustav Vasas förföljare, som var medlemmar i det dansksinnade partiet. Det kan vara fråga om en gemensamhetsgrav för offren vid böndernas stormning vid prästgården och den efterföljande striden vid kyrkan i januari 1521.
På en höjd vid Siljans strand söder om kyrkan restes Vasastenen år 1893 till minne av Gustaf Wasas första tal till dalkarlarna på kyrkvallen år 1520. Stenen är en stor bautasten och den är formad som en runsten med text i drakslingor. Stenen är ristad med tre sköldar som ramas in av de röda drakslingorna. I den översta skölden syns de två dalpilarna i guld. De tolv mindre stenarna, som står som i en domarring, är resta till minne av några av de personer som hjälpte Gustav Vasa under hans färd i Dalarna. Vasastenen har inskriften: "Vid Rättviks kyrka uppträdde Gustaf Eriksson Wasa i december 1520 första gången offentligt, manande dalamännen att rädda fäderneslandet från utländskt välde och förtryck. Här bekämpades i januari 1521 segerrikt Christians krigsfolk. Denna bragd, början till befrielsekriget, utfördes af ensamt rättviksmännen, hvilka ock under alla förvecklingar blefvo Gustaf trogne. Grund lades härigenom till Gustaf I:s gärning för Sveriges själfständighet och utveckling."
Utanför kyrkogården finns flera kyrkstallar. Inte långt från kyrkan ligger Stiftsgården i Rättvik, som har eget kapell. Även S:t Davidsgården lite längre bort har ett eget kapell.

## Bildgalleri

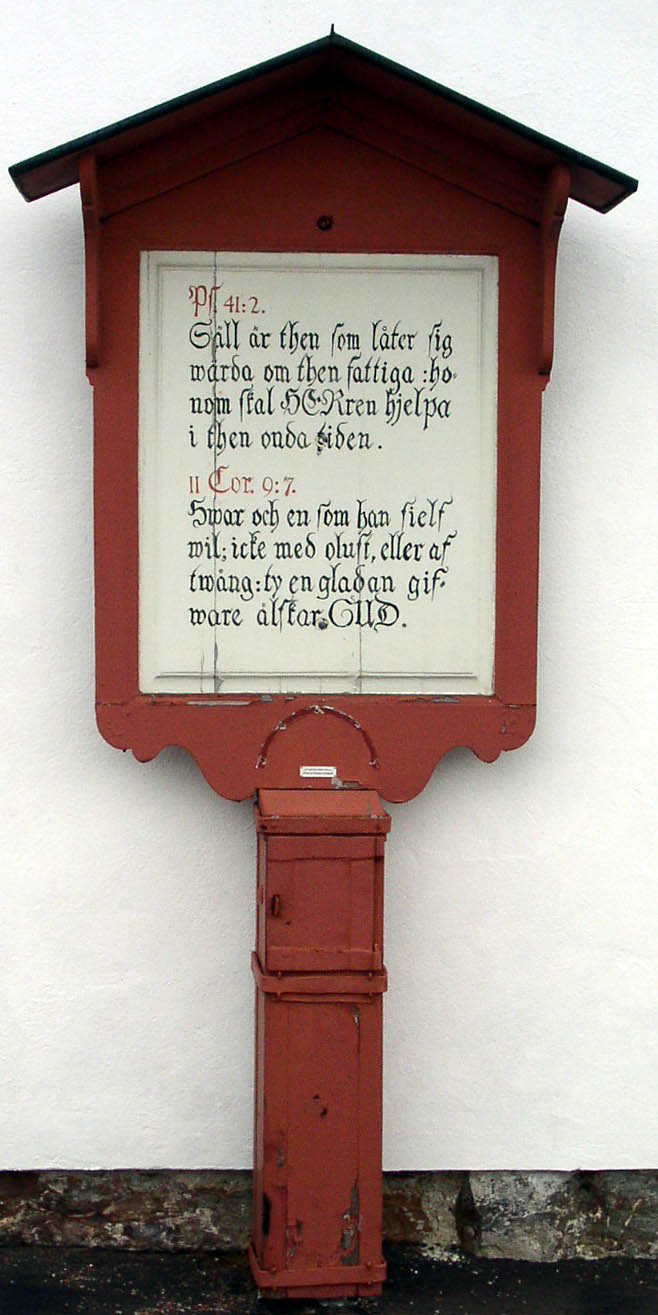
Fattigbössan vid portalen som leder in till kyrkogården med text från Psaltaren.
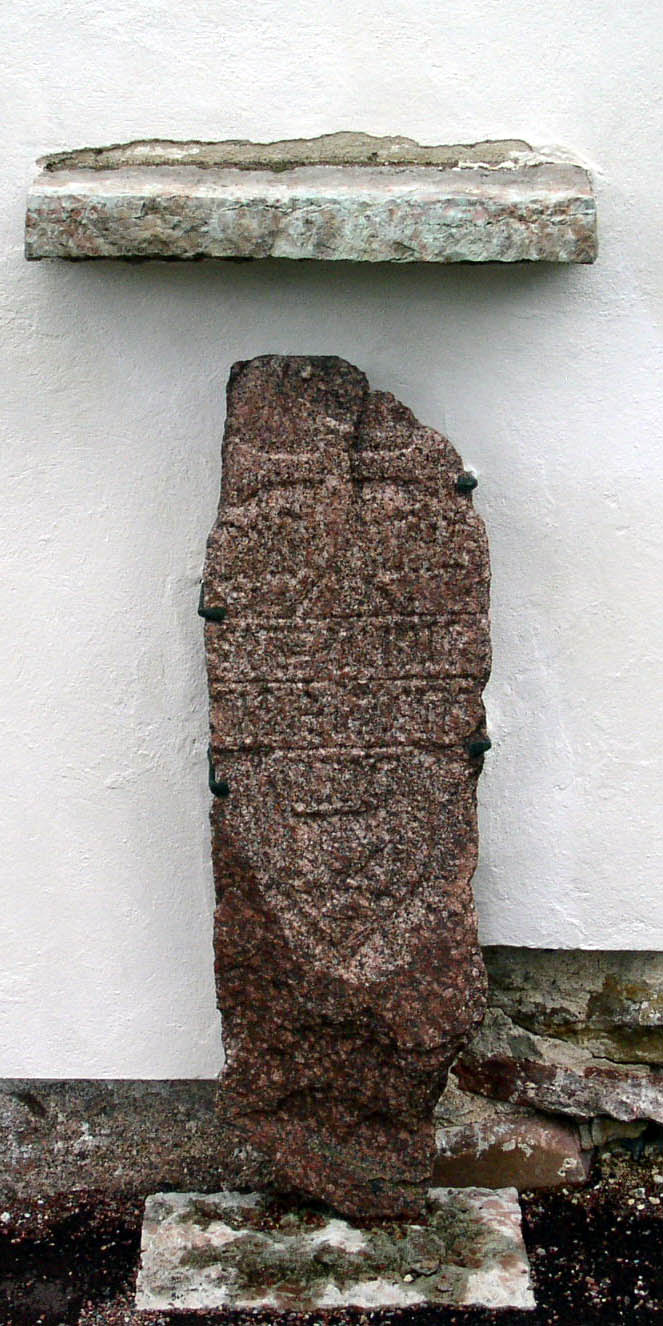
Den s.k. Munkstenen i granit från 1500-talets första årtionden är sannolikt rest till prästen Erik Nilsson minne.
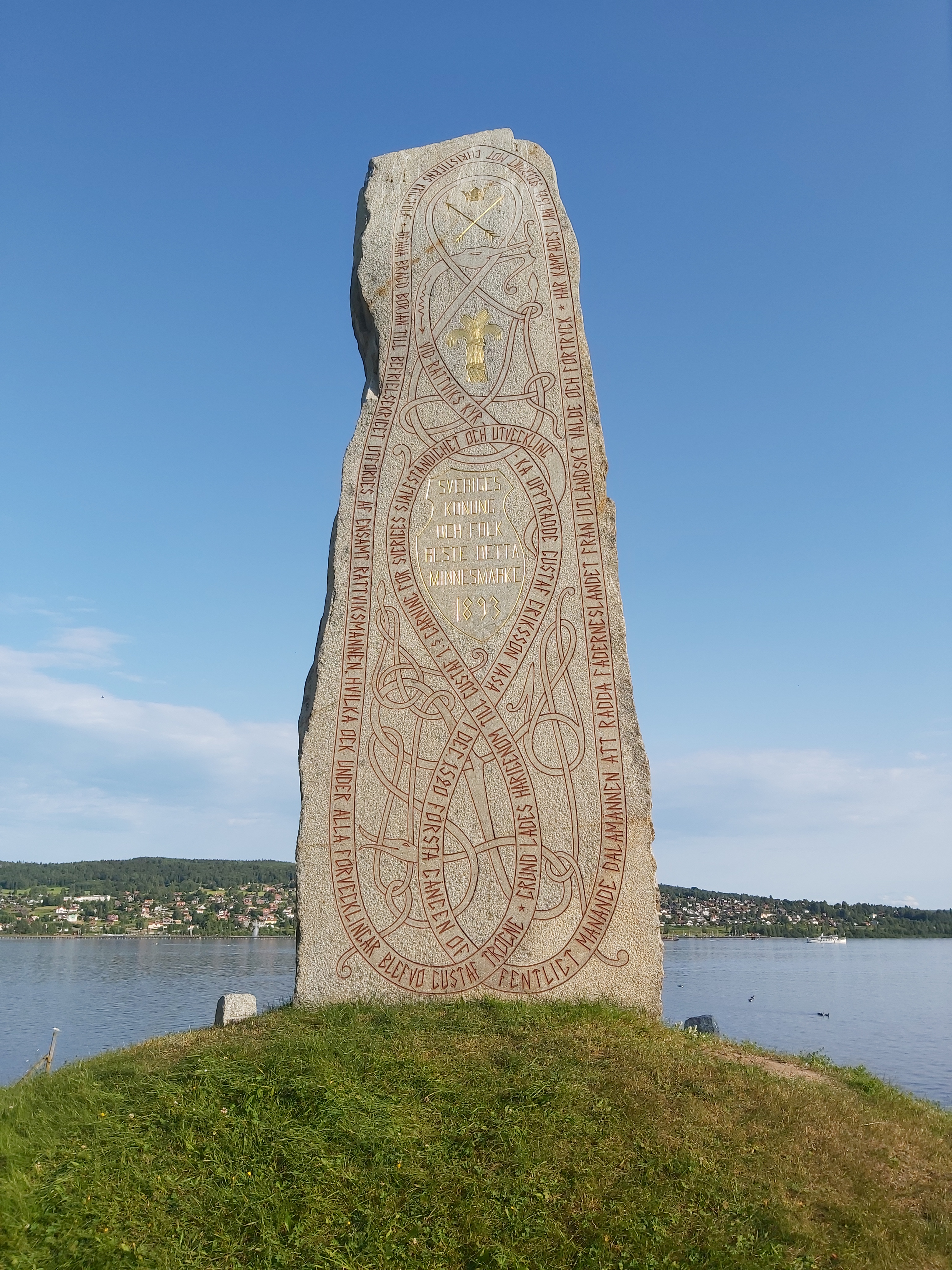
Vasastenen restes år 1893 vid Siljans strand till minne av Gustav Vasas första tal till dalkarlarna på kyrkvallen år 1520.
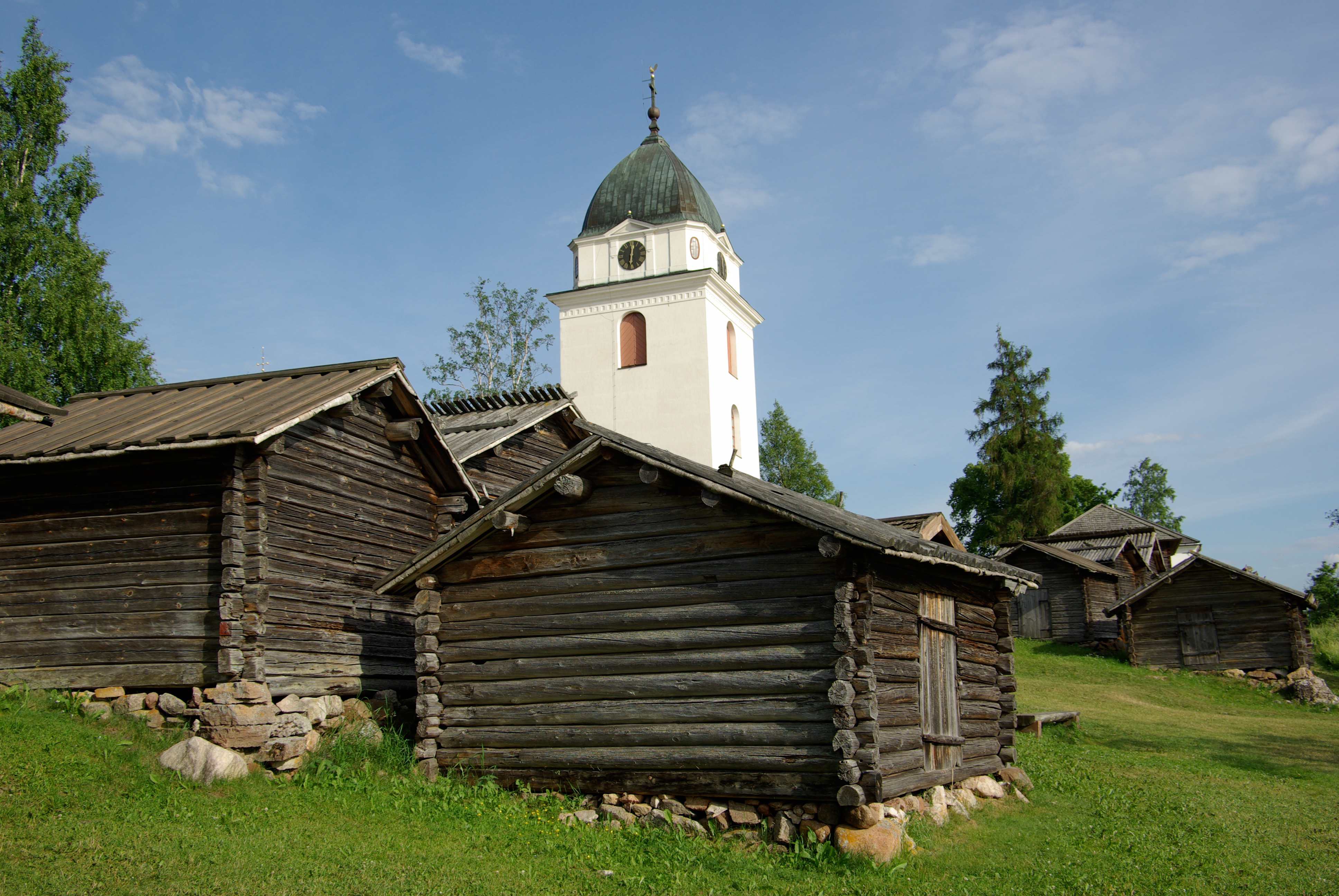
Tornet på Rättviks kyrka med kyrkstallarna i förgrunden.
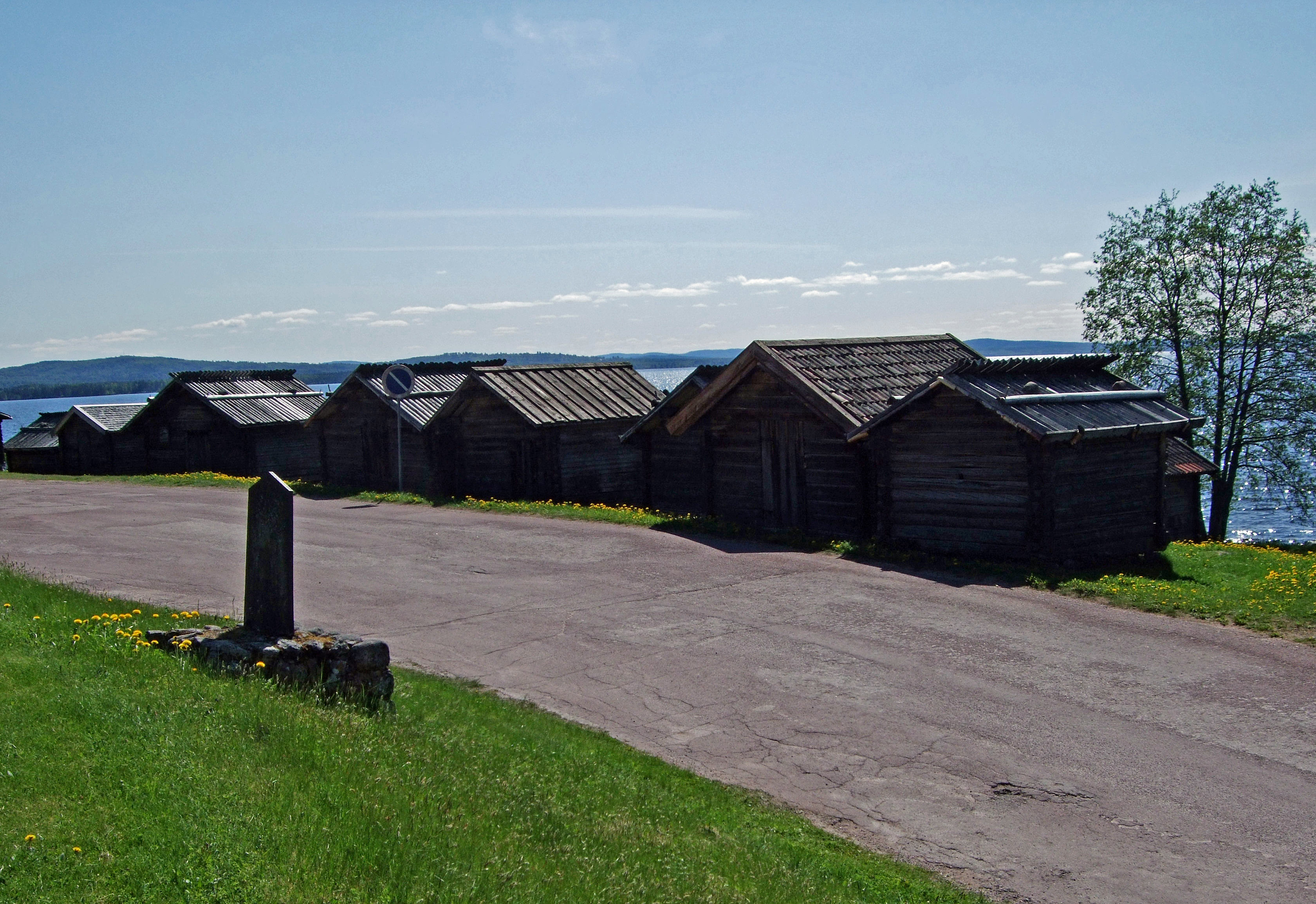
Kyrkstallarna vid Rättviks kyrka sedda mot Siljan i bakgrunden.
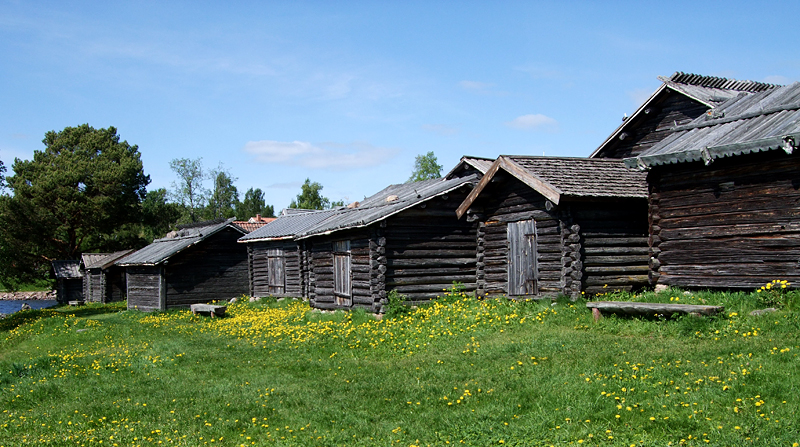
Kyrkstallarna vid Rättviks kyrka sedda från sjön Siljan.
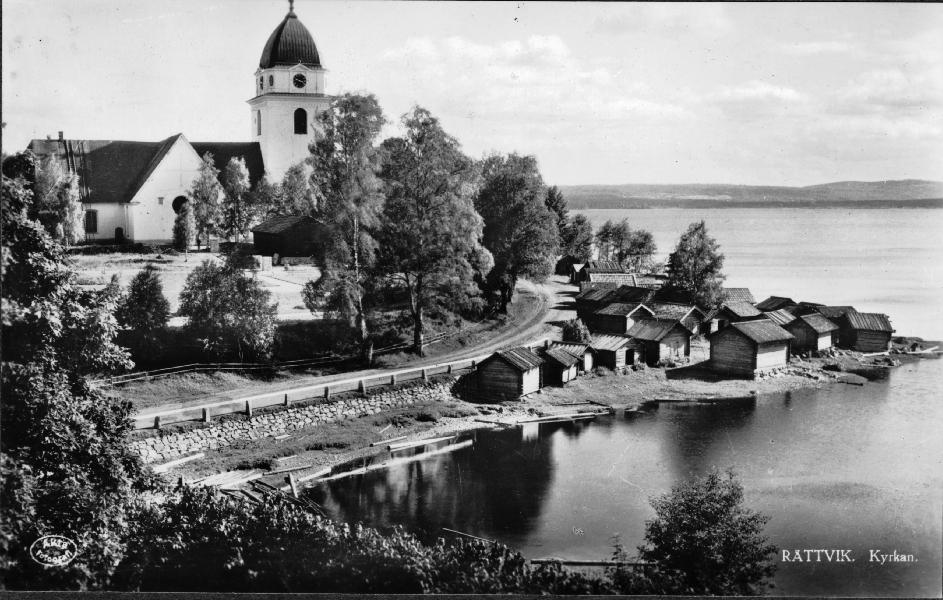
Rättviks kyrka med kyrkstallarna på ett äldre fotografi.

## Delar av beskrivning från 1849
Från Rättviks kyrkogård har man en utsikt över Rättviken och Lerdalsberget. 
Kyrkogården är vacker. Omgiven av träd ligger den jämn och hög utmed Siljan i lövdungen, och gräsmattor skiljer den på ett bösshålls avstånd från stranden. Här är flertalet av församlingens lärare begravda. En minnessten, som ännu 1760 var 2 alnar hög, men senare sjunkit till hälften, har följande inskription i munkskrift: Gud hade Erik Nicule pax in terris amen. Traditionen säger att Erik Nicule är densamme Empertus eller Empernus, som vid altaret dödades av en full soldat 1509 och som vanligen antas vara församlingens första pastor. Här finns också den 90-årige komministern Burelius, som hade samma prästtjänst i 66 år, ett i sanning ovanligt exempel. Vid korets västra kyrkodörr är i kyrkomuren fästat ett epitafium över en av församlingens mest uppskattade kyrkoherdar. Monumentet är gjort av enkel tälgsten, med följande inhuggna, något besynnerliga inskription:
Sex alnar härifrån söderut fick prosten magister Olof Olofsson Kumbaeus sin wilo d: 4 aug. 1765 och vid hans sida har dess maka fru prostinnan Margreta Elisab: Lemoine äfven beslutat Ruth: I. C: 16: 17: W. tå Gud bahagar låta sina ben multna när denne herdens nit och flit i ämbetet ordentlighet i församlingen och noggrann hushållning med kyrckia och prästebord samt prostinnans däremot svarande dygd dör med de nu lefvande så tålkas åminnelsen av detta wärda par för efterwelden i denna stenen.
Vid kyrkoporten står fattigbössan, även kallad Lazarus med anledning av en träbild som pryder den. Några verser finns målade på en tavla över bilden och hela epigrafen avslutas med dessa ord: Upphjelpt år 1833 ut ur ett förfallet tillstånd till ytterligare stöd för olycklige och nödlidande.
Strax bredvid kyrkan ligger Mastgården. I den så kallade Kungsbyggningen logerade kung Fredrik på sin dalaresa och roade sig med att skjuta till måls genom rummen. Däremot är konung Carl XI:s loft nedrivet, så kallat för att han på en av sina resor bott där. Taket hade målningar och loftet var byggt av rundtimmer som inte hade blivit avtäljt. En mycket obekväm trappa ledde upp till loftet, som i sina sista dagar fungerade som prostkullornas klädstuga.

## Galleri

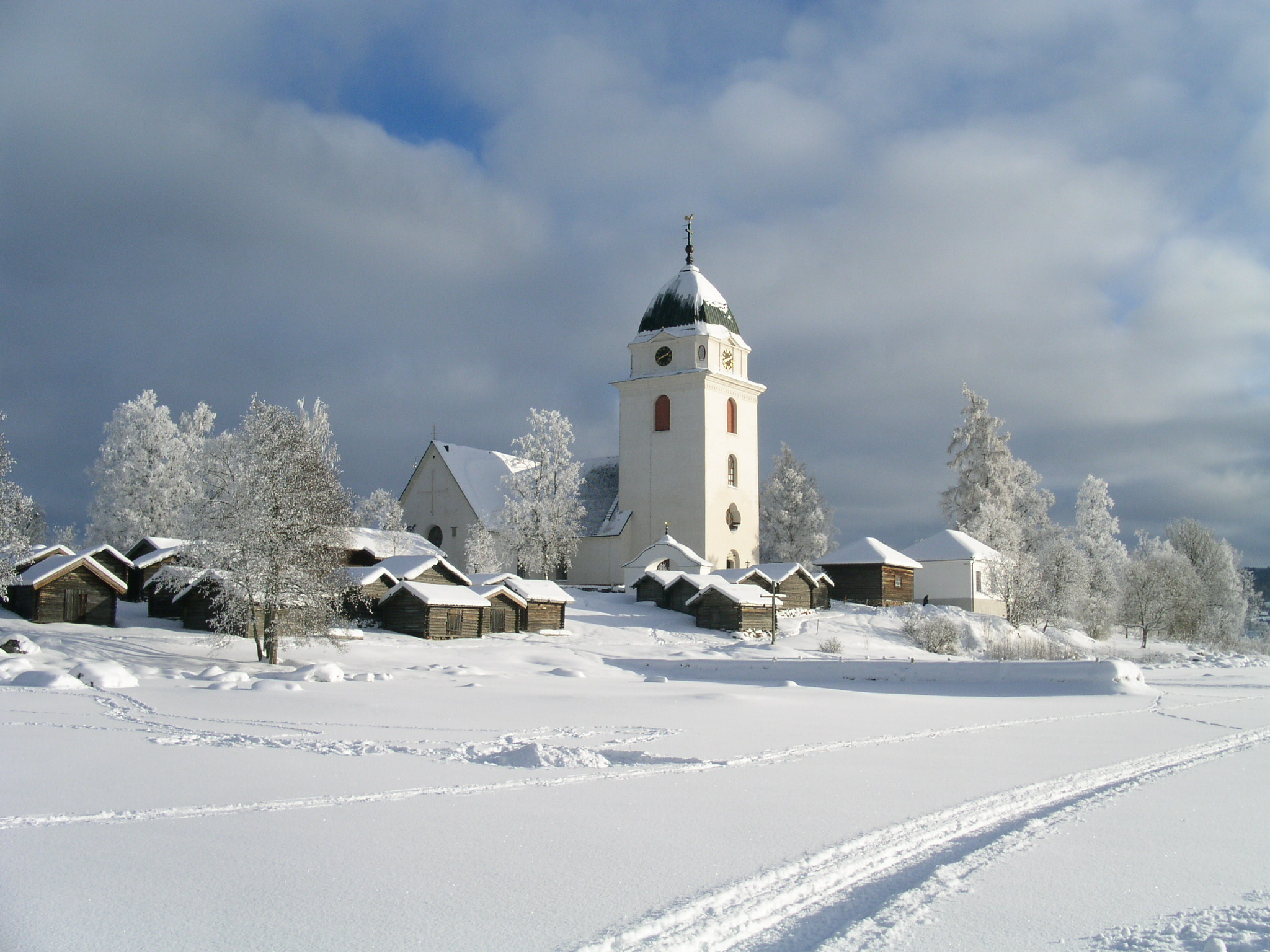
Kyrkan i vinterskrud
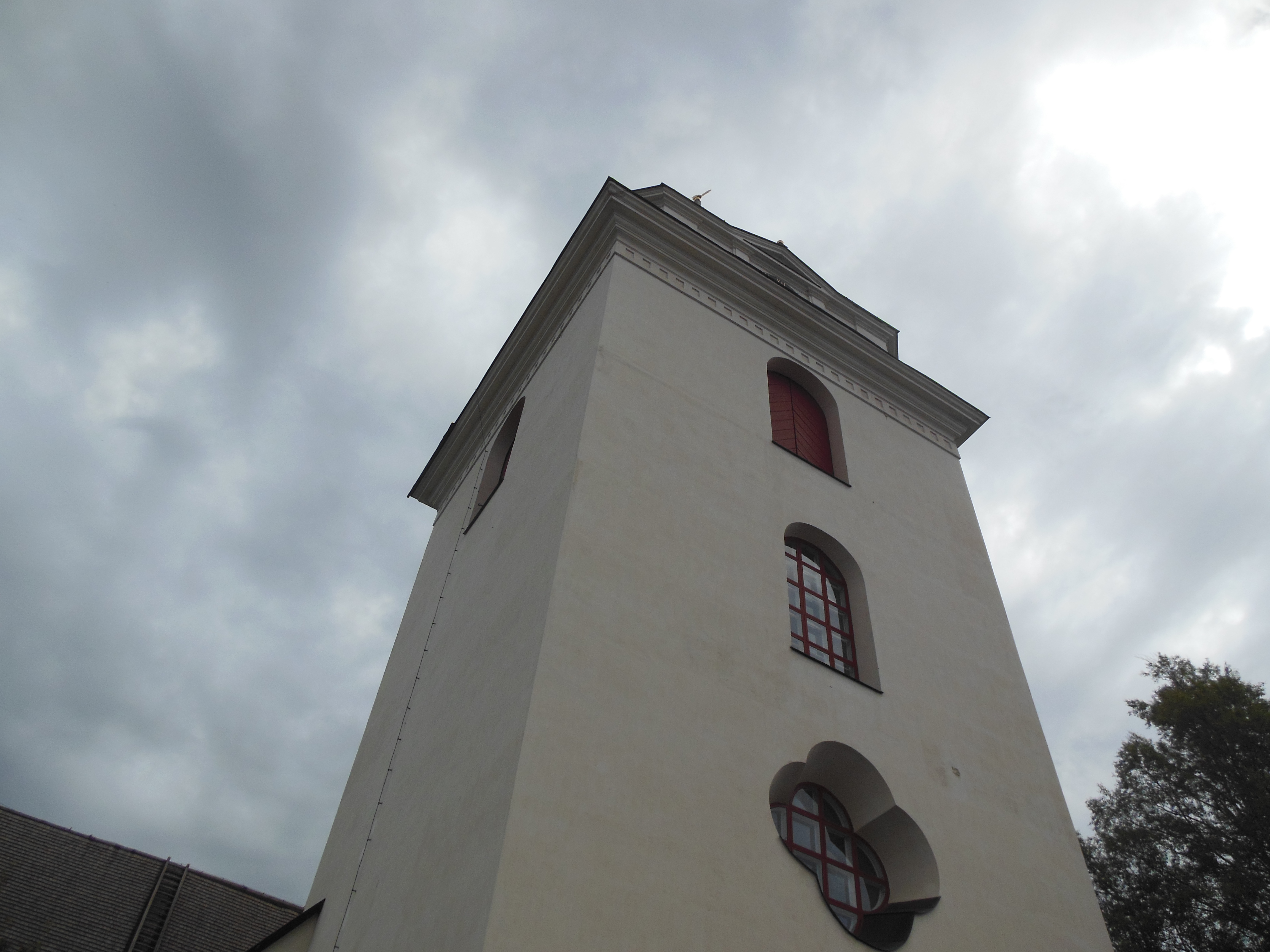
Tornet
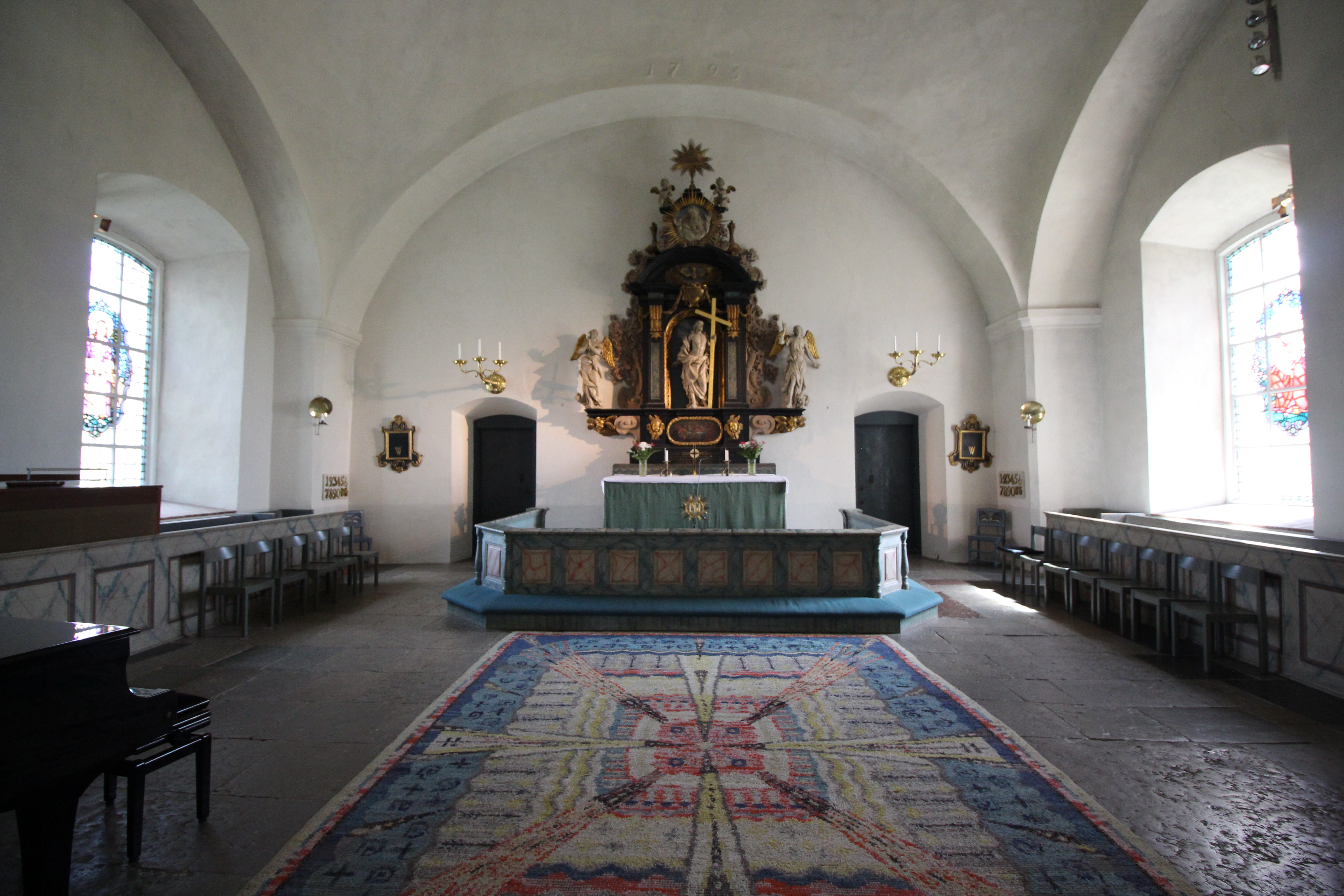
Koret
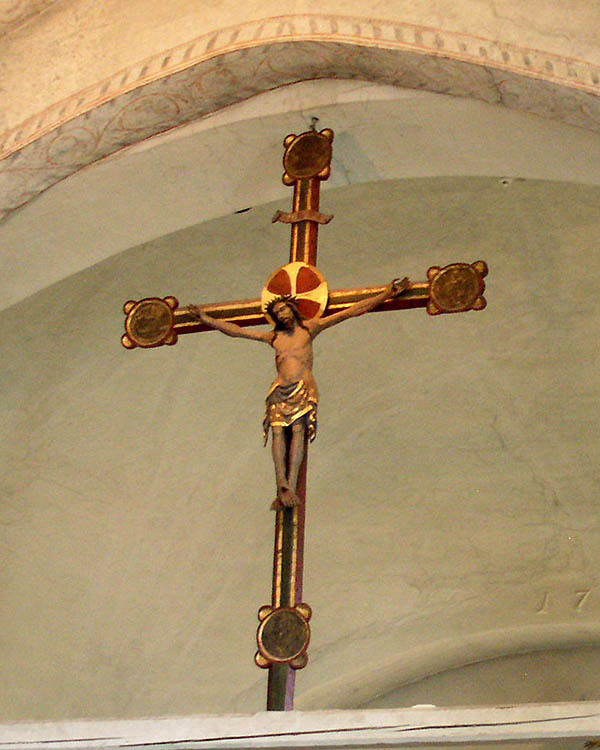
Triumfkrucifixet
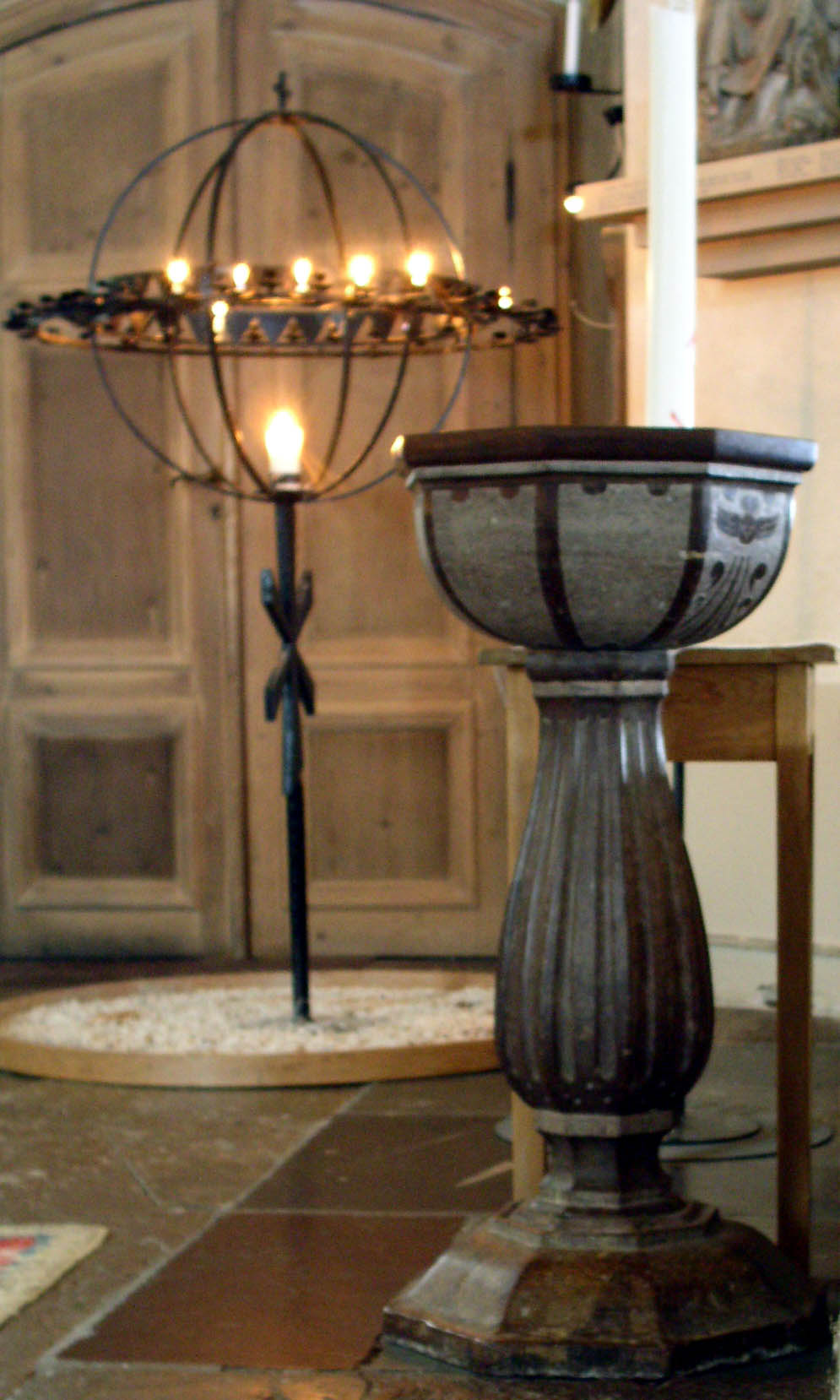
Dopfunt och ljusbärare
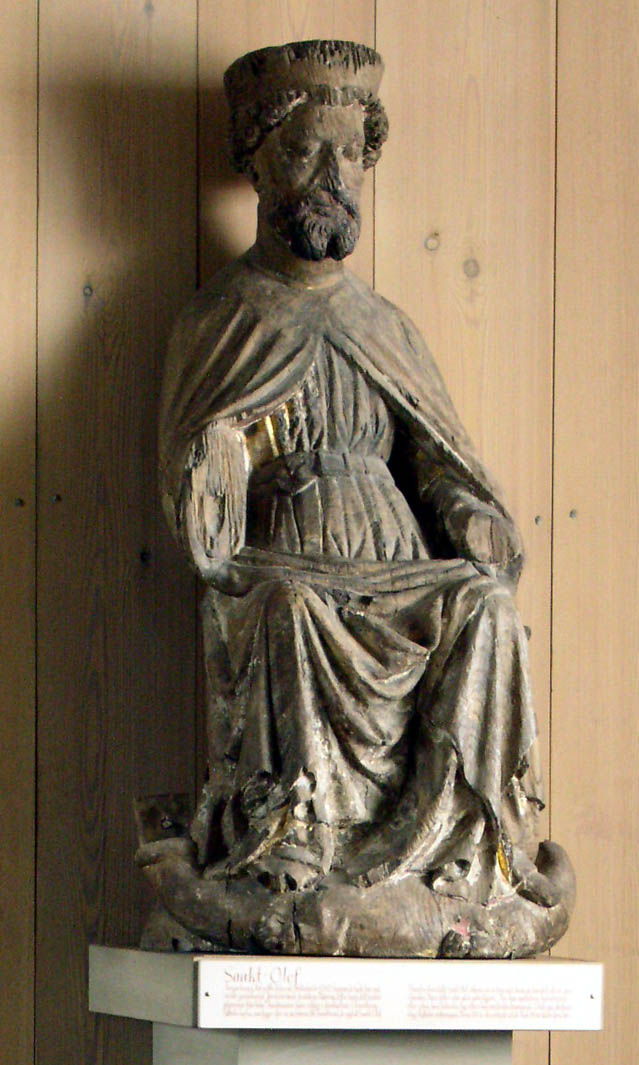
Sankt Olof
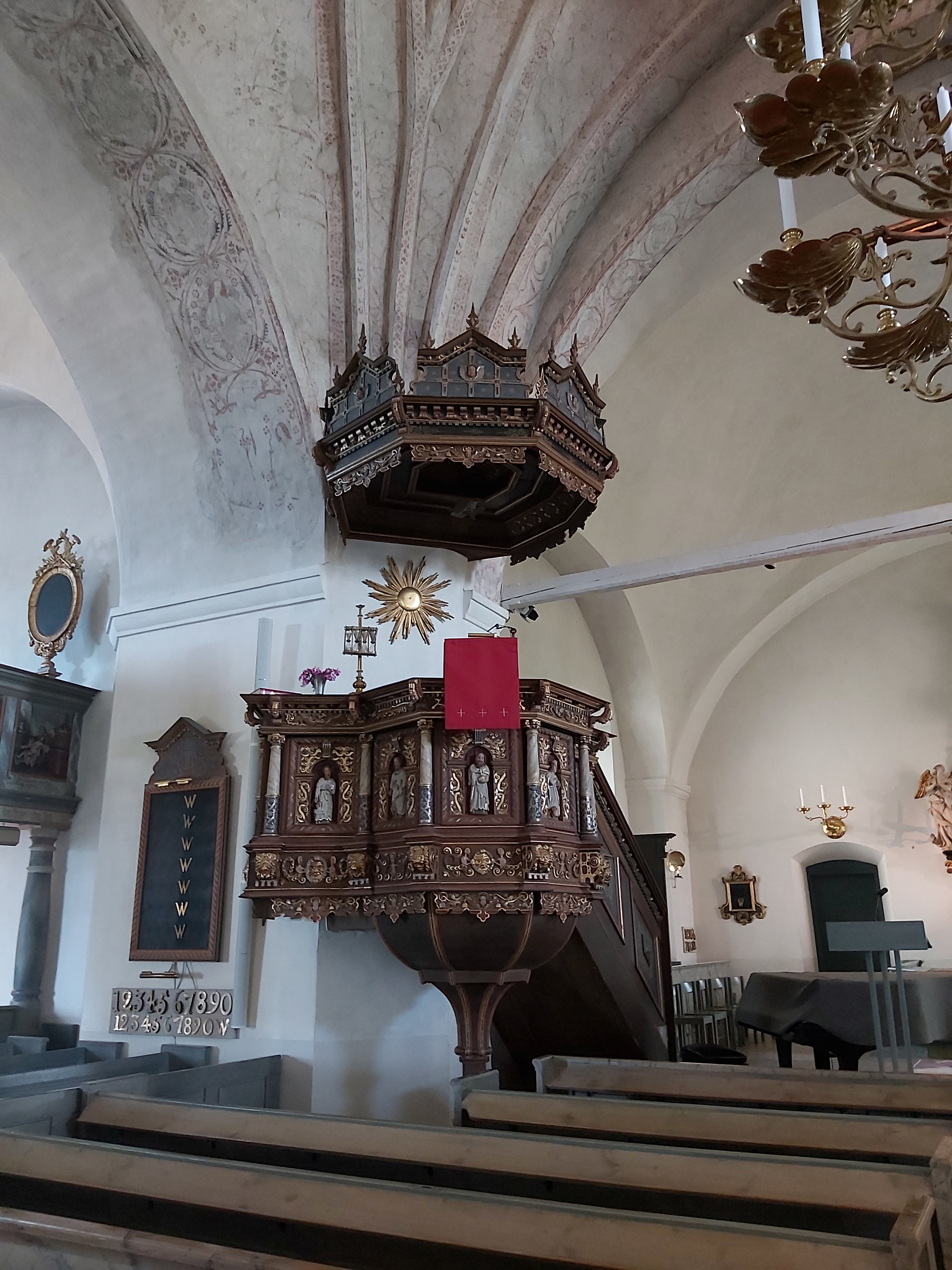
Predikstolen
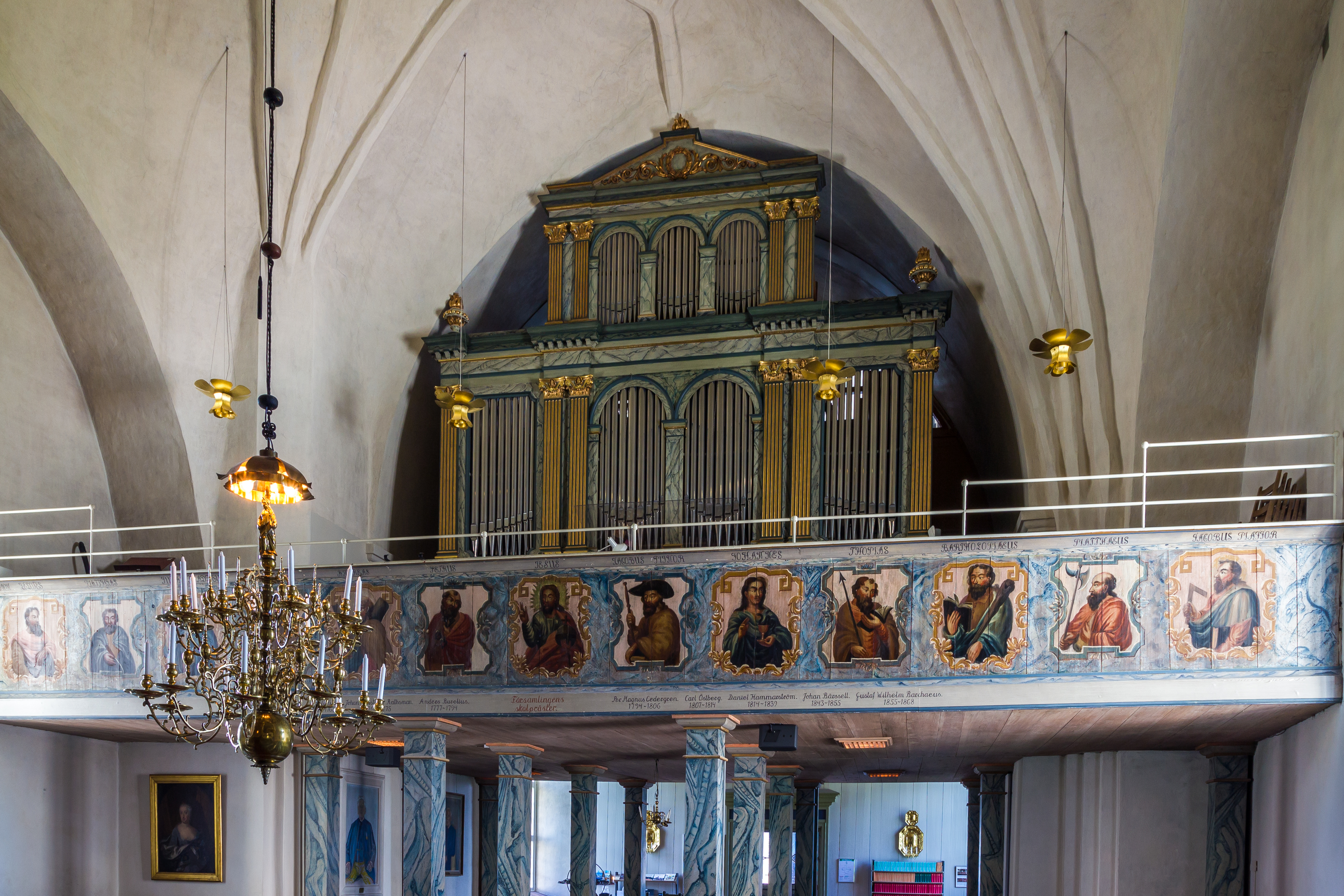
Orgelläktaren
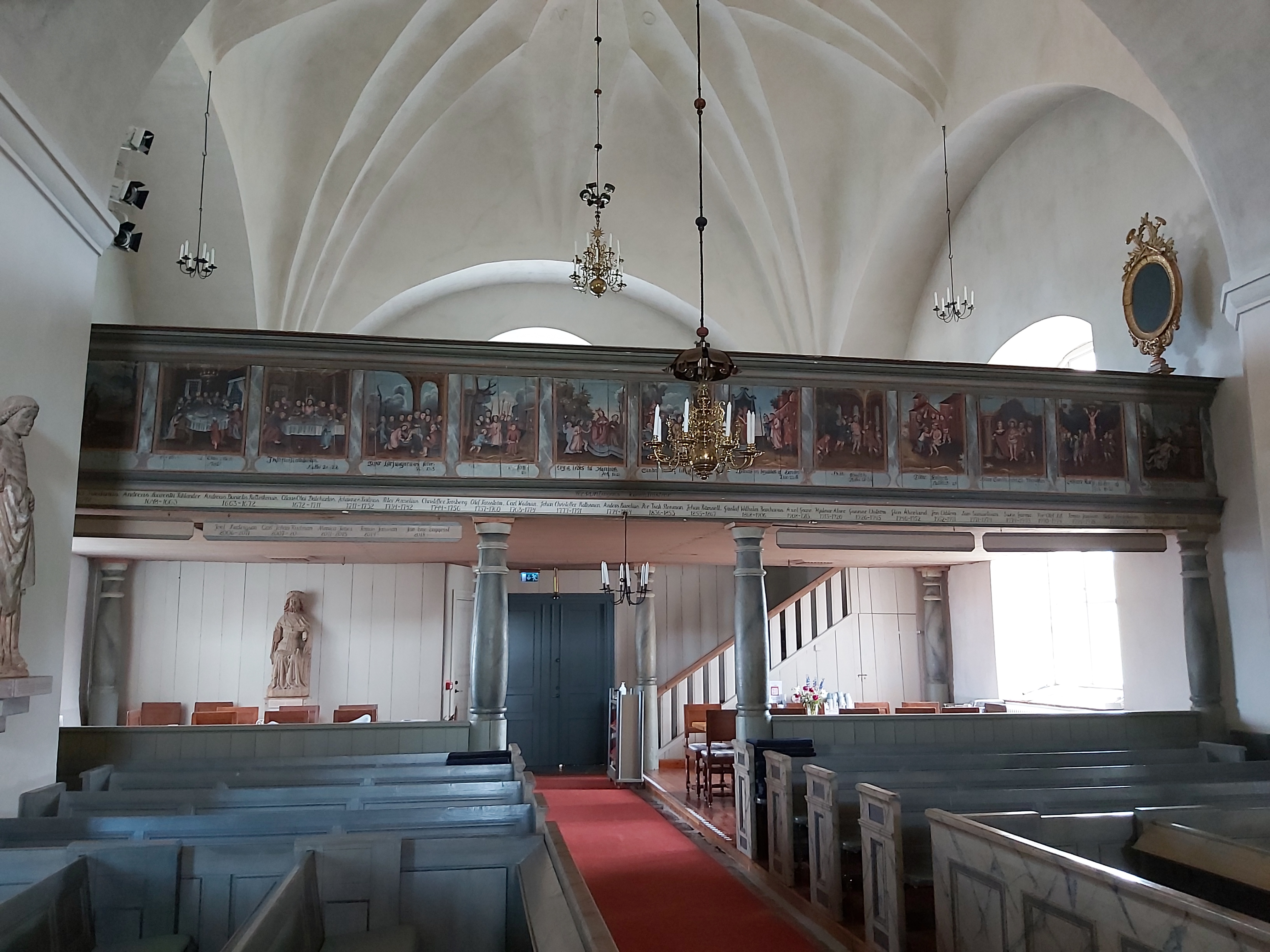
Läktaren
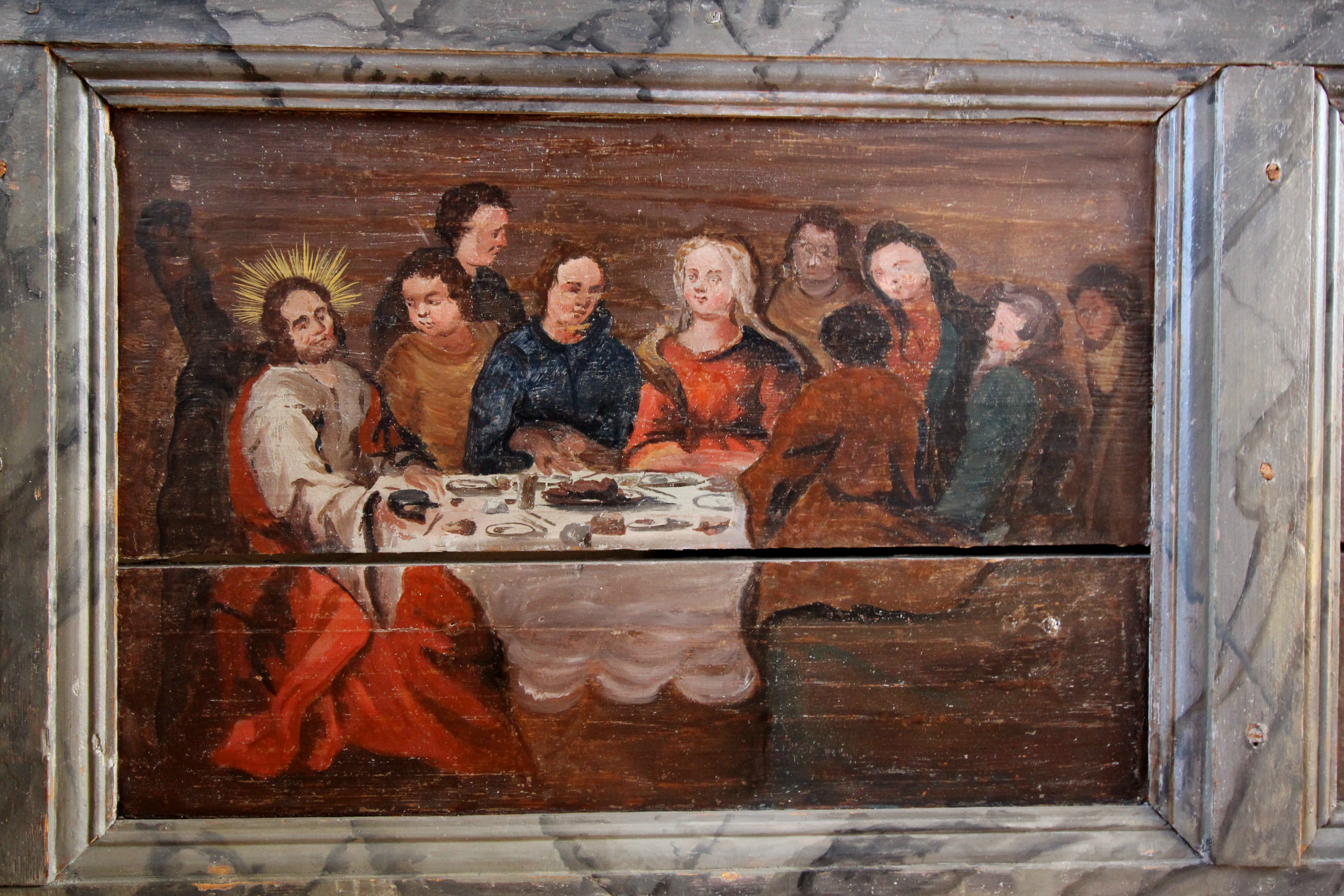
Nattvardens instiftelse
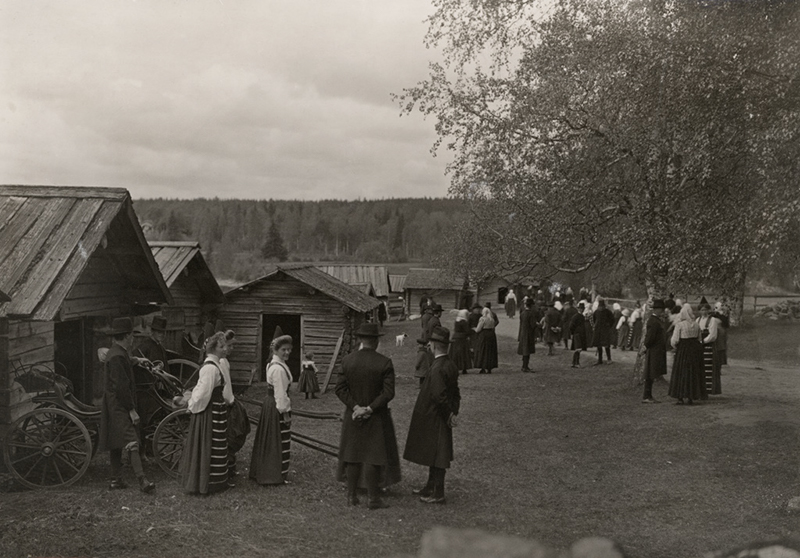
Högtidsklädda människor samlade utanför kyrkstallarna vid Rättviks kyrka, ca 1890 till 1910.